# Blodspår (roman)
För andra betydelser, se Blodspår (olika betydelser).
Blodspår (engelska: Blood work) är en roman av Michael Connelly utgiven 1998 och översatt till svenska av Eva Larsson. Den belönades 1999 med Anthony Award i kategorin "Best Novel" och Macavity Award i kategorin "Best Mystery Novel".
Romanen filmatiserades 2002, med Clint Eastwood i rollen som Terry McCaleb, se Blodspår (film).

## Handling
Efter att Terry McCaleb fått en hjärtattack under jakten på den fruktade seriemördaren som pressen döpt till Poeten har han dragit sig tillbaka på sin båt. Han har fått ett nytt hjärta, och än är inte jakten över. En dag söker den vackra sjuksköterskan Graciela Rivers upp honom och vill att McCaleb ska ta reda på sanningen om mannen som mördade hennes syster. Systern vars hjärta nu slår i McCalebs bröst.